# نیروگاه گازی کنگان
نیروگاه گازی کنگان (در قسمتی از توابع شهرستان جم در ۱۲ کیلومتری شرکت پالایشگاه گاز فجرجم، تأسیس ۱۳۷۴)، یکی از نیروگاه‌های ایران گازی با ظرفیت تولید ۱۶۴ مگاوات است که شامل ۷ واحد گازی مدل F5-MARK1 است.
این نیروگاه با سوخت گاز طبیعی کار می‌کند و توان تولیدی آن از طریق پست بلافصل 66KV به پست 132KV به شبکه سراسری منتقل می‌گردد و در فصول مختلف سال فعال است.